# Bulletproof (1996)
Bulletproof (br:  À Prova de Balas) é um filme estadunidense de 1996, do gêneros comédia, ação e aventura, dirigido por Ernest Dickerson e distribuído pela Universal Studios. O filme é estrelado por Damon Wayans e Adam Sandler

## Sinopse
Em Los Angeles, o assaltante azarão Archie Moses (Adam Sandler) costuma contrabandear drogas para  James Colton (James Caan), um perigoso traficante local. Moses nem desconfia que seu melhor amigo e companheiro de farras Rock Keats (Damon Wayans) é na verdade Jack Carter, um policial disfarçado do Departamento de Polícia de Los Angeles, que só se aproximou dele para se infiltrar no bando de Colton. Quando a verdade vem a tona, a amizade entre eles é abalada e os dois entram na mira de Colton. Agora, com um pouco de sorte, os dois "amigos" estremecidos vão conseguir sair dessa vivos... isso se eles não se matarem antes!

## Elenco
- Damon Wayans - Jack Carter/Rock Keats
- Adam Sandler - Archie Moses
- James Caan - Frank Colton
- Kristen Wilson - Traci Flynn
- Robert "Jeep" Swenson - Bledsoe
- James Farentino - Capt. Will Jenson
- Bill Nunn - Finch
- Larry McCoy - Detetive Sulliman
- Allen Covert - Detetive Jones
- Mark Roberts - Charles
- Monica Potter - Mulher motociclista
- Jonathan Loughran - Policial novato